# Arne B. Christiansen
Arne Bror Christiansen (* 1. Oktober 1909 in Kristiania; † 11. Mai 1983 in Oslo) war ein norwegischer Skispringer.
Christiansen, der für den Verein Nordstrand IF startete, gewann 1933 das Springen auf dem Holmenkollbakken. Bei der Norwegischen Meisterschaft 1934 in Porsgrunn gewann er hinter Hans Kleppen die Silbermedaille. Ein Jahr später 1935 in Molde gewann er den Titel von der Normalschanze.